# Szőreg (Szerbia)
Szőreg (1941–1944. között Hadiknépe vagy Hadikvára, régebben Bácsszőreg szerbül Сириг / Sirig) település Szerbiában, a Dél-bácskai körzetben, Temerin községben. Első említése a 16. századra tehető.

## Fekvése
Temerintől 7 km-re nyugatra, Újvidéktől 20 km-re északra fekszik.

## Története
A településre 199 családot telepítettek át a második világháború alatt Bukovinából, az ottani bukovinai székely Hadikfalváról. 1944. októberében Titó partizánjainak vérengzései elől tovább kellett menekülniük, és végül Tolna vármegyébe, a kitelepített svábok helyére költözködtek.

## Népesség

### Demográfiai változások
| 1948 | 1953 | 1961 | 1971 | 1981 | 1991 | 2002 |
| ---- | ---- | ---- | ---- | ---- | ---- | ---- |
| 1381 | 1992 | 2269 | 2201 | 2286 | 2542 | 3010 |

## Külső hivatkozások
- A szőregi Danilo Zelenović Általános Iskola honlapja